# Adolf M. Klaus Müller
Adolf M. Klaus Müller (* 1931 in Petersdorf, Landkreis Hirschberg im Riesengebirge; † 29. April 1995 in Braunschweig) war ein deutscher Physiker und Universitätsprofessor für Mathematische Physik an der Technischen Universität Braunschweig.

## Leben
Müller studierte Physik in Braunschweig, Bristol und Hamburg und schloss sein Studium 1956 mit dem Diplom in Physik ab. 1960 wurde er an der Technischen Hochschule Braunschweig mit einer Dissertation über Theoretische Festkörperphysik bei Max Kohler promoviert. Seit 1962 nahm er an den „Physiker- und Theologengesprächen“ teil, die mit Günter Howe und Carl Friedrich von Weizsäcker begonnen hatten. 1968 habilitierte sich Müller an der Technischen Universität Braunschweig, und 1972 erhielt er dort eine Professur für Theoretische Physik.

## Veröffentlichungen

### Monografien
- Die präparierte Zeit. Radius-Verlag, Stuttgart 1972.
- Wende der Wahrnehmung. Erwägungen zur Grundlagenkrise in Physik, Medizin, Pädagogik und Theologie. Kaiser, München 1978.
- Erfahrungen der Grenze. Kaiser, München 1985.
- Das unbekannte Land. Radius-Verlag, Stuttgart, 1987.

### Weitere Publikationen
- Zur Berechnung der Tal-Bahn-Aufspaltung flacher Störstellen-s-Zustände in kubischen Vieltal-Halbleitern mit Anwendung auf Donator-Grundzustände in Silizium. Habilitationsschrift, Technische Universität Braunschweig, 1967.
- Diesseits und Jenseits der Wissenschaft. In: Braunschweiger Universitätsreden. (2 Bände), Der Präsident der Technischen Universität Braunschweig (Hrsg.), 1987.